# Gregor H. Lersch

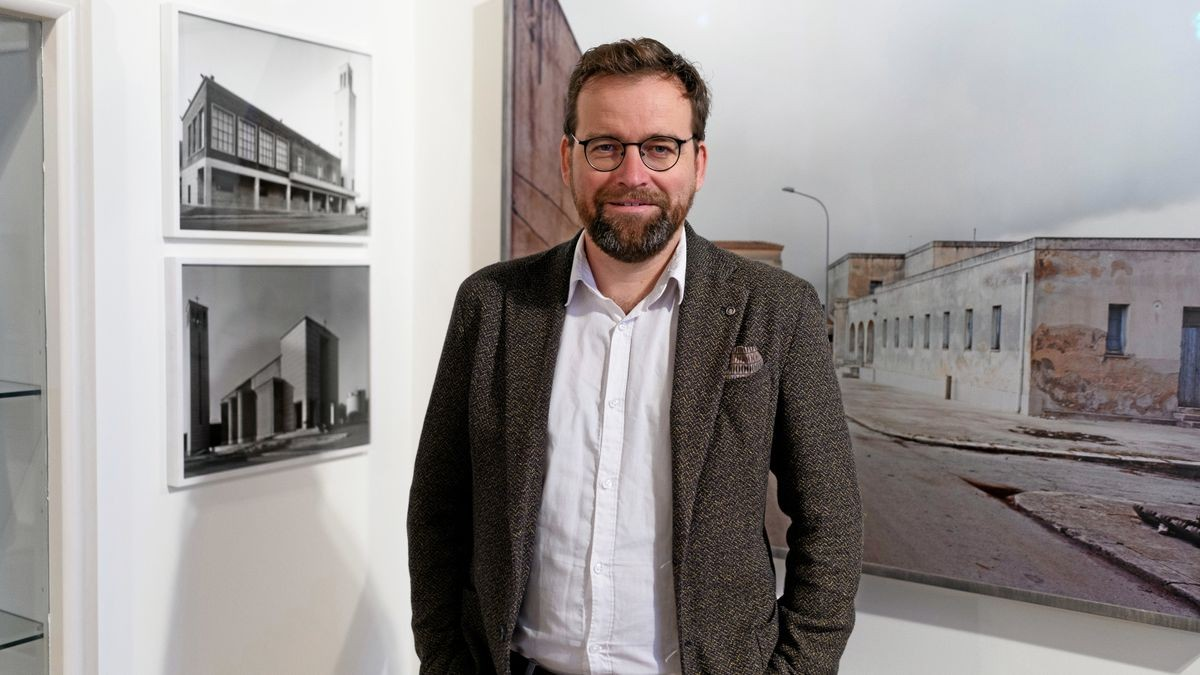
Gregor H. Lersch (2022)

Gregor H. Lersch (* 1979) ist ein deutscher Kulturwissenschaftler und Kurator. Seit April 2022 ist er Direktor des Museums Casa di Goethe in Rom.

## Leben
Lersch studierte Kulturwissenschaften, Geschichte und Kunstgeschichte an der Europa-Universität Viadrina Frankfurt/O., der Universidad León und der Universidad de Cádiz. Von 2003 bis 2005 war er wissenschaftlicher Volontär und kuratorischer Assistent der Ausstellung „Die Neuen Hebräer“ am Gropius-Bau Berlin. 2006 bis 2009 war er Projektkoordinator für die Hilti Foundation in Paris, Madrid, Turin und Yokohama.
Von 2010 bis 2013 war er Projektleiter für die Ausstellung „Tür an Tür. Polen-Deutschland. 1000 Jahre Kunst und Geschichte“ am Gropius-Bau Berlin. Im Anschluss lehrte und forschte er als Wissenschaftlicher Mitarbeiter am Lehrstuhl für Kunst und Kunsttheorie an der Europa-Universität Viadrina Frankfurt/O., wo er über „Art from East Germany – Die internationale Verflechtung der Kunst in der DDR“ promovierte.
Von 2016 bis 2022 war er Ausstellungsleiter und Kurator am Jüdischen Museum Berlin. Im April 2022 wurde Lersch zum Nachfolger von Maria Gazzetti als Direktor des Museums Casa di Goethe in Rom.

## Ausstellungen als Kurator (Auswahl)
- Max Peiffer Watenphul – vom Bauhaus nach Italien, Casa di Goethe Rom 2023
- (mit Ludovico Pratesi): Viaggio in Italia XXI - Lo sguardo sull´altro / Reise nach Italien XXI - Der Blick auf den Anderen, Casa di Goethe Rom 2022 und IIC Italienisches Kulturinstitut Berlin 2023
- (mit Shelley Harten): Yael Bartana: Redemption Now, Jüdisches Museum Berlin, 2021
- Talya Feldman:The Violence We Have Witnessed Carries a Weight on Our Hearts, Jüdisches Museum Berlin 2021
- Mischa Kuball: res.o.nant, Jüdisches Museum Berlin 2017–2019
- Eran Shakine: A muslim, a Christian and a Jew, Jüdisches Museum Berlin, 2016/2017

## Veröffentlichungen und Herausgeberschaften (Auswahl)
- „Max Liebermann und Italien“, (Hrsg. zusammen mit Lucy Wasensteiner und Alice Cazzola), Berlin 2024
- „The Uncanny House“, (Hrsg. zusammen mit Andrea Baccin und Ilaria Marotta), Sorry Press/CURA., München/Rom 2024
- „Max Peiffer Watenphul - Dal Bauhaus all'Italia / Vom Bauhaus nach Italien“ (Hrsg. zusammen mit Frederic Bußmann und Anja Richter), Electa Milano 2023
- „Reise nach Italien XXI – Der Blick auf den Anderen / Viaggio in Italia XXI – Lo sguardo sull´altro“, Silvana Editore Milano 2023
- „Art from East Germany?“ – Kunst in der DDR und ihre internationale Verflechtung: Ausstellungen, Transfers, Rezeption, Dissertation, Frankfurt (Oder) 2021.
- „Yael Bartana: Redemption Now“; (Hrsg. zusammen mit Shelley Harten), DCV, Berlin 2021.
- „Mischa Kuball: res.o.nant“; (Hrsg. zusammen mit Léontine Meijer-van Mensch), Sternberg Press, Berlin 2019.
- „Partizipative Erinnerungsräume -  Theorie und Praxis dialogischer Kunstvermittlung und Wissensbildung in Museen und Ausstellungen“ (Hrsg. zusammen mit F. Ackermann und A. Boroffka), Bielefeld 2013